# Pauträsket
Pauträsket är en sjö i Storumans kommun i Lappland och ingår i Umeälvens huvudavrinningsområde. Sjön har en area på 10 kvadratkilometer och ligger 422 meter över havet. Pauträsket ligger i Paubäcken Natura 2000-område. Sjön avvattnas av vattendraget Paubäcken.

## Delavrinningsområde
Pauträsket ingår i det delavrinningsområde (718856-158371) som SMHI kallar för Utloppet av Pauträsket. Medelhöjden är 475 meter över havet och ytan är 83,88 kvadratkilometer. Räknas de 10 avrinningsområdena uppströms in blir den ackumulerade arean 230,81 kvadratkilometer. Paubäcken som avvattnar avrinningsområdet har biflödesordning 2, vilket innebär att vattnet flödar genom totalt 2 vattendrag innan det når havet efter 234 kilometer. Avrinningsområdet består mestadels av skog (59 procent) och sankmarker (19 procent). Avrinningsområdet har 10,12 kvadratkilometer vattenytor vilket ger det en sjöprocent på 12,1 procent.